# SN 2003aj
SN 2003aj – supernowa odkryta 3 lutego 2003 roku w galaktyce A033244-2755. W momencie odkrycia miała maksymalną jasność 25,70m.